# ファイトTV24・やればできるさ!
『ファイトTV24・やればできるさ!』（ファイトティーヴィーにじゅうよん やればできるさ!）は、TBS系列で、日本時間の2001年6月30日20:00から翌日7月1日21:00にかけて放送された長時間特別番組。

## 概要
2001年当時の人気番組『ガチンコ!』・『学校へ行こう!』をメイン企画に据え、TBSの開局50周年番組として放送された。また、「JNN24時間テレビ」の冠も当時ついていた。オープニングはアントニオ猪木の詩の朗読から始まった。土日に放送されていた番組（ブロードキャスター・COUNT DOWN TV・サンデーモーニング・大好き!東京ゲスト10・アッコにおまかせ!）を残し、ほぼ通常通りの放送を行なった（COUNT DOWN TV以外はTOKIOのメンバーがスペシャルゲストとしてそれぞれ出演）。
かつて『関口宏の報道30時間テレビ』など報道・情報系のテレソンを放送してきたTBSにとっては、開局以来史上初のバラエティーでのテレソンとなる。CM前アタックBGMはプロレスラー蝶野正洋の入場曲CRASH 〜戦慄〜が使われた。

## 出演者

### 総合司会
- TOKIO（城島茂・山口達也・国分太一・松岡昌宏・長瀬智也）
- 内山理名

### 進行
- 小倉弘子・安住紳一郎・豊田綾乃（TBSアナウンサー）

## テーマソング
TOKIO「カンパイ!!」（2001年当時、キリンラガービールのCMソングにも使用されていたことから、話題を集めた）

## 主なコーナー
- V6のやればできるさ!アンダー20
  - 「体当り戦士 青年オカダ」が少人数の高校生4人と「Summer」（菊次郎の夏テーマ曲/9代目(E120系)トヨタ・カローラCM使用曲）を演奏した。
- 著名人のお宝プレゼント
  - 超と言って良い有名芸能人からある貴重な私物がプレゼントされた。
- ブロードキャスター ファイトTV SP
- ガチンコ!トーククラブ
  - 一般人の若者たちと『ガチンコ!』の講師陣（オール巨人、大和龍門、佐野実、竹原慎二、神取忍）が世代間で議論するコーナー。しかし、会場に参加した若者たちは所謂不良風の若者ばかりで、一般の若者の標本と呼ぶには程遠かった。議論と言うよりも口喧嘩、罵り合いを見せるコーナーであった。また、「ガチンコファイトクラブ」コーチの竹原が話している最中に参加者がペットボトルを竹原に投げつけて威嚇したり、放送禁止用語があったが特に番組側の謝罪などはなかった。
- ファイティングCDTV SPECIAL LIVE
  - オールナイトで繰り広げるスーパーライブがあった。2001上半期トップ100も発表された。Tommy february6が正体を隠したままTV初登場。
- 全日本ファイトな人々選手権
  - 早朝名物の列島中継。全国から頑張っている人達が多く紹介された。
- サンデーモーニングファイトTV SP
- 爆笑問題の裏ファイトTV スゴイ人列伝・やりすぎちゃった大賞
- アッコにおまかせ!ファイトTV SP
- 頑張れ!ファイトピープル
- 関口宏の東京フレンドパークII ファイトTV SP
- ガチンコファイトクラブ3期生竹中哲太プロデビュー戦
  - さいたまスーパーアリーナから生中継。渡嘉敷勝男が解説を、土井敏之アナウンサーが実況をそれぞれ担当。試合中、相手選手が唐突かつ非常に不自然な形でダウンし3期生竹中がKO勝ちしたため、かませ犬相手の八百長試合であった、という噂もある。
- 運命のゴングまであと1時間!?畑山ドキュメントスペシャル
- WBA世界ライト級タイトルマッチ12回戦 畑山隆則VSジュリアン・ロルシー
  - この番組の目玉中の目玉。さいたまスーパーアリーナから生中継を行った。試合結果は畑山が判定負けするが、番組側は畑山が負けた時のことを想定していなかった模様で、試合終了後～エンディングには防衛を称える企画が中止になり不自然な間が空くなど、番組の構成変更に慌しくなっている面が見えた。
- 全日本アームレスリング選手権（札幌・東京・名古屋・大阪・福岡の5か所）
  - 決勝大会は完全生中継で、高田純次が解説を、梶原しげるが実況をそれぞれ担当した。
- ファイトNEWS 24
  - 土曜夜（『JNNスポーツ&ニュース』の代替）、日曜朝（『JNNニュース』の代替）、日曜昼（同左）、日曜夕方（『JNNニュースの森』の代替）の計4回挿入された。

## コーナー別視聴率
視聴率はビデオリサーチ関東広域圏調べ（平均視聴率12.3%）、放送時間はいずれもJST。
| 時間        | コーナー名                                                                                             | 平均視聴率(%) |
| 20:00-22:20 | 1部「グランドオープニング」                                                                            | 15.4%         |
| 22:20-23:30 | ブロードキャスターファイトTV SP                                                                        | 15.4%         |
| 23:30-23:40 | ファイトNEWS 24                                                                                        | 16.5%         |
| 23:40-25:00 | 2部「ガチンコ!トーククラブ」                                                                           | 15.6%         |
| 25:00-29:00 | 3部「ファイティングCDTV SPECIAL LIVE」                                                                 | 6.8%          |
| 5:00- 6:00  | 4部「未成年の主張SP」                                                                                  | 5.0%          |
| 6:00- 6:10  | ファイトNEWS 24                                                                                        | 5.0%          |
| 6:10- 7:50  | 4部「全日本ファイトな人々選手権」「未成年の主張SP・ガチンコ!探偵社SP」                                 | 6.9%          |
| 7:50-10:00  | サンデーモーニングファイトTV SP                                                                        | 12.4%         |
| 10:00-11:30 | 5部 爆笑問題の裏ファイトTV スゴイ人列伝 やりすぎちゃった大賞                                           | 9.6%          |
| 11:30-11:45 | ファイトNEWS 24                                                                                        | 8.9%          |
| 11:45-13:00 | アッコにおまかせ!ファイトTV SP                                                                         | 12.4%         |
| 13:00-17:45 | 6部「頑張れ!ファイトピープル」「関口宏の東京フレンドパークII ファイトTV SP」「竹中哲太プロデビュー戦」 | 12.8%         |
| 17:45-18:00 | ファイトNEWS 24                                                                                        | 11.5%         |
| 18:00-19:10 | 7部「運命のゴングまであと1時間!?畑山ドキュメントスペシャル」                                           | 12.3%         |
| 19:10-20:25 | プロボクシングWBA世界ライト級選手権試合「畑山隆則×ジュリアン・ロルシー」                               | 27.9%         |
| 20:25-21:00 | 8部「グランドフィナーレ」                                                                              | 20.5%         |

## スタッフ
- 構成：おちまさと、都築浩、鮫肌文殊、中野俊成/樋口卓治、村上卓史、渡辺哲夫、遠藤みちスケ、堀江利幸、鈴木しげき、武田郁之輔、望月佐一郎、すずきB、木野聡、つかはら、渡辺勝彦/山本喜浩、和泉二郎、日野原幼紀、大谷哲郎、山本洋左右、光内章博、浜田悠、新里幸久、松林美妃、ひぐちひろき、加藤智久、平松邦宏、雀部俊毅、上西研三郎、藤井誠、内海邦一、田中陽一、岩崎元哉、野尻靖之、鈴木雅貴、真田ゑみ子、高橋洋二、あべ、播田ナオミ、中山ユキオ、小久保剛、石川裕郁、利光宏治、佐藤研、橋本吾市、原すすむ、恒川省三、村上知行、杉山王郎、池田裕幾、黒田順子、荒木美子、三好千春、塚田均、山田晃子（番組順）
- 総合ナレーション：垂木勉
- 「オープニング」
  - D：津留正明
  - VE：高松央
  - 照明：原昇
- 「畑山隆則～プロフェッショナルの証明～」
  - D：渡辺信也
  - カメラ：加藤誠一
  - VE：森大志
  - 照明：荒川栄美
- 「畑山自宅中継」
  - D：藤澤滋彰、藤原亜希子
  - TD：梶原巧
  - カメラ：奥谷雅彦
  - 音声：藤井勝彦
  - 照明：加藤久雄
- 「ガチンコファイトクラブ外伝」
  - D：重藤尚志、馬場哉、曵地伊智朗
  - TP：田熊克二
  - カメラ：元木宏、青木葉吉樹
  - 音効：石川良則
- 「沖ジム中継」
  - TD：広瀬章夫
  - カメラ：雨宮仁一
  - VE：畔高浩之
  - 音声：船田安弘
  - 照明：一の宮晃
- 「超大物から生プレゼント!!思い出のファイトな一品」
  - P：飯野一夫
  - D：池田よしひろ
- 「ブロードキャスター ファイトTV SP」
  - 制作：鈴木達郎
  - P：須賀和晴、堤慶太、菅谷敬
  - CD：熊谷春彦
  - D：藤島浩司、原田正幸、渡辺浩行、疋田智、上田淳、堀金正治、鈴木重徳、池田章、水津敏哉、寺西政博、木下太志、塩崎智晴、黒川朋子
  - 芸能デスク：稲垣吉昭、船津俊朗、河原田隆司
  - ワイドショーランキング制作：S-PROJECT
  - 技術：望月隆
  - 映像：村田浩二
  - カメラ：飯橋俊昭
  - 音声：佐久間優
  - 中継技術：佐藤満
  - 音響効果：萩本一
  - 美術プロデューサー：笠松和明
  - 美術デザイナー：高松浩則
  - 書：北田朋子
  - オープニングテーマ：小林桂『ハウ・ハイ・ザ・ムーン』（東芝EMI）
  - オープニングタイトル：たむらしげる作『ファンタスマゴリア』より
- 「ガチンコ!トーククラブ」
  - D：角田陽一郎
  - TD：阿部直樹
  - VE：近藤明人
  - カメラ：川井由紀男
  - 照明：林明仁
  - 音声：尾崎宗弘
  - 音効：福永真弓
- 「ファイティングCDTV SPECIAL LIVE」
  - 制作：大崎幹
  - P：中鉢功
  - 演出：柳崎芳夫
  - PサブD：帯純也
  - D：世良田光
  - 舞台監督：伊藤秀人
  - AP：サード吉田、市原博行
  - TD：箸透、伊東敏彦
  - カメラ：長谷川晃司
  - カムリモート：酒井和恵
  - VE：関昭一
  - 音声：高場英文、米倉敦
  - PA：宮坂修
  - 照明：松本修一
  - 音効：大内藤夫
  - 美術デザイナー：中西忠司
  - 美術制作：吉田章司
  - ナレーション：石川寛美、菊池正美、多比良健
- 「朝もいくぜ!全日本ファイトな人々選手権」
  - P：井田重利
  - D：内田正、むたゆうじ、広多三亜子、桑名輝葉
  - 映像：藤田義昭
  - TD：高木敏之
  - カメラ：大熊正浩
  - 音声：山口茂、佐久間優
  - 照明：鈴木孝夫
  - 音効：浜田祐子、田母上正顕
- 「サンデーモーニングファイトTV SP」
  - 制作P：吉崎隆
  - チーフD：内藤宏之、藤原康延
  - 協力：Sankei・小林はじめ
  - D：栗和田昌二、白土朗、橋本敏夫、村田修一、永山貴也、牧山尚史、鈴木達、志賀直人、溝口勝之、砂沢融、鈴木千春、高橋務、陳太陽、菱谷光洋、小林麻衣子、中村友洋、杉田昭浩、小林祥子
  - 技術：辻本直弘
  - VE：村田浩二
  - 照明：今井尚人
  - 音声：吉田博二
  - カメラ：小山内義紀
  - 美術P：小畑光良
  - デザイナー：山田栄
  - 制作協力：東京ビデオセンター、泉放送制作、ファーストハンド、MB、TBS-V、O3、81NEWS
- 「TOKIO&爆笑問題の裏ファイトTV スゴイ人列伝・やりすぎちゃった大賞」
  - P：正木敦
  - 演出：太田淳一
  - D：神田祐子、日山裕文、山口伸一郎
  - AP：牧田桂子
  - カメラ：藤田栄治
  - 選曲・効果：藤代広太

〈群馬・中継〉
- - 中継D：神野基彦
  - TD：下雅意泰之
  - カメラ：榎本茂義
  - VE：佐藤公幸
  - 音声：三村浩一
  - 照明：仲孝之
  - ナレーション：広中雅志、バッキー木場
- 「アッコにおまかせ!ファイトTV SP」
  - P：高橋啓志
  - 総合演出：海本泰
  - D：平賀渉、宮本稔、蟹井俊也、柄雄彦
  - TD：白井昭至
  - VE：瀬戸博之
  - 音声：若山寛
  - 音効：新谷隆生、岡本智宏
  - 美術P：笠松和明
  - 美術制作：岡嶋正浩
  - ナレーション：DJ ARCHE、中井和哉
  - 制作協力：オイコーポレーション、SACCESS、x1、TRIM
- 「頑張れ!ファイトピープル」
  - D：藤岡繁樹、大松雅和、中井康二
  - カメラ：野中利克
  - VE：菊田貴義、東海林学、渋谷岳彦
  - 音声：中村心、長谷川輝彦、大関満郎
  - 照明：新海力則、簑島公男
- 「関口宏の東京フレンドパークII ファイトTV SP」
  - P：鶴岡滋之
  - D：中野匡人
  - TD：中澤健
  - カメラ：寺尾昭彦
  - VE：島貫洋
  - 音声：平井郁雄
  - 照明：正木正登
  - 音効：新谷隆生
  - 美術P：西川光三
  - 美術制作：渡辺秀和
- 「ファイトTV 全日本アームレスリング選手権」
  - D：住田崇
  - TD：伊東修
  - VE：山森伸浩
  - カメラ：井原公二
  - 照明：長沼賢治
  - 音効：十川公男
  - 美術制作：与田滋
  - 制作協力：HBC、TBC、CBC、MBS、RKB
- 「一日百善!24時間で100超ウェディングSP」
  - P：石野美知江
  - D：坂本義幸、佐藤実
  - 中継コーディネーター：中山雅生
  - TD：浅野太郎
  - カメラ：小嶋尚
  - 音声：坂本祐慈
  - 照明：篠原秀樹
  - スタジオ音効：阿部宰
  - ENG：井上久徳
  - 美術制作：大日方恵美
- 「V6のやればできるさ!アンダー20スペシャル」
  - 演出：江藤俊久
  - D：藤田賢城、岡村勝久、刀根哲洋、竹内誠、有馬巨人、鮫島治子、森田敦士、呉亘治
  - AP：廣友忠伸
  - TD：奈良岡敏勝
  - VE：野村俊行
  - カメラ：嶋田正親
  - 音声：中田重臣、池戸和幸
  - 照明：夏井茂之
  - 音効：幾代学
  - 美術デザイン：三須明子
  - 美術制作：安川毅
  - 音楽監修：門司肇
  - ナレーション：中江真司、小野坂昌也、鳥井美沙
- 「WBA世界ライト級タイトルマッチ」
  - P：菊池伸之
  - P(VTR担当)：石岡茂雄、長嶋永知
  - AP：菅原興二
  - D：加納幸喜、山田修、生井桂一、山口健一
  - TP：和気文雄
  - TD：加藤富士
  - カメラ：バッキー吉樹（青木葉吉樹）
  - ウィンクカム：高橋晴彦
  - 音声：久代圭司
  - VE：伊藤賢一
  - 照明：吉田武志、斉藤由紀夫
  - 音効：荒川誠人
  - 美術：河瀬洋男
  - 美術制作：立原英生
- 「もう一つのファイトクラブ」
  - カメラ：小菅由晶
  - VE：加藤貴之
  - 音声：中村心
  - 照明：大滝剛史
- 「グランドフィナーレ」
  - 演出スタッフ：植木修一、鈴木和仁、斉藤慶一郎

〈Aスタジオ〉
- - TD：小林敏之
  - VE：高橋康弘
  - 照明：高橋章

〈Bスタジオ〉
- - TD：丹野至之
  - 音声：下村晴之

〈技術スタッフ〉
- - TP：河野志朗
  - TD：金沢健一
  - カメラ：水間淳一
  - 音声：倉本紀彦
  - PA：吉田岳
  - 中継：中野剛一郎

〈美術スタッフ〉
- - 美術プロデューサー：橘野永、池田全
  - 美術デザイン：山口智広
  - 総合美術制作：丸山覚、清水久
  - タイトルデザイン：アズマリツ（東 立）
  - 装置：森田正樹、淵脇臣吾、佐久間修、田上雄一郎、石原隆
  - 操作：岡田健助、山本晃靖、小林裕介
  - 植木：橋本由子
  - 電飾：真鍋明、長谷川潤、今村和之、近藤明博、内田光一、片平達也、佐々木勉、斉藤幹也
  - メカシステム：井上恒
  - 特殊装置：佐藤政仁、高橋出、北沢篤也
  - 装飾：藤田明伸、徳田圭介、東山浩美、竹原丈二
  - 衣装：軽石真央
  - 持道具：貞中照美
  - メイク：アートメイク・トキ、アーツ
- CG：山口泰広
- 回線：深澤友良
- 放送実施：金原将公
- 送出：神保秀幸
- マネージメントデスク：海本直子
- VTR：日野和恵
- TK：Hera、アン・TIME
- 協力：新横浜プリンスホテル、横浜光ジム、鶴見大学、駿台学園、VenusFort、ディファ有明、ORICON、日本音楽事業社協会、全国有線音楽放送協会、FMP 日本音楽制作者連盟、財団法人野球体育博物館、毎日新聞社、ベースボールマガジン
- 撮影協力：株式会社サンオキ
- 制作協力：ハウフルス、D:COMPLEX、D組-PROJECT、BMC
- 技術協力：東通、東放制作、八峯テレビ、ティエルシー、エヌ・エス・ティー、Wビジョン、TAMCO、TBS-V、TVC、ザ・チューブ、オムニバスジャパン、テクノネット、デジタル・メディア・ラボ
- 美術協力：アックス
- 協力：ジャニーズ事務所、TBSスポーツ、TBSライブ、TBSニュース
- 編成：小玉滋彦
- 宣伝：宮本和幸
- アナウンスセンター：鈴木順
- 制作コーディネート：石川滋
- スポーツ担当：安藤洋二
- ニュース担当：南部雅弘
- MC担当：石丸彰彦、福岡大司
- FD：藤原麻知
- 演出助手：千野晴己、三島圭太、高橋正尚、笠原知宏、前田千晶、中田麻紀子
- 中継コーディネート：古谷英一、服部英司
- VTR担当：石井康晴、小野由紀子、谷澤美和
- デスク：江崎ゆう
- AP：佐藤亜希子、鈴木愛子
- 総合プロデューサー：吉田裕二
- 制作：田代秀樹
- 総合演出：合田隆信
- 総指揮：塩川和則
- 制作：TBSエンタテインメント
- 製作著作：TBS

## 各局の超大型特別番組
- FNS27時間テレビ - （フジテレビ系列、1987年 - （1987年にフジテレビ開局30周年特別番組としてスタート）
- 24時間テレビ 「愛は地球を救う」 - （日本テレビ系列、1978年 - （1978年に日本テレビ開局25周年特別番組としてスタートし、フジテレビが『FNS27時間テレビ』をスタートさせるきっかけになった）
- 27時間チャレンジテレビ - （テレビ朝日系列、1996年 - 1997年）